# Martín Márquez
Martín Márquez Navarro (Cuevas del Almanzora, 11 de octubre de 1898 - Almería, 1 de julio de 1939) fue un político socialista español, víctima de la represión durante la dictadura franquista.

## Biografía
De familia humilde, miembro del Partido Socialista Obrero Español (PSOE) y la Unión General de Trabajadores (UGT), Martín Márquez fue durante la Segunda República, concejal, teniente de alcalde y alcalde de su localidad natal. Detenido al final de la guerra, fue encarcelado. Las autoridades franquistas solicitaron informes sobre él al cura de la localidad y al alcalde nombrado por el ejército de ocupación, pero fue juzgado antes de recibirse los informes de forma sumarísima y fusilado en las tapias del cementerio de San José en Almería, siendo enterrado en una fosa común.
Tres años después, en 1942, el informe "de máxima objetividad" solicitado por el Juzgado de Responsabilidades Políticas, fue emitido por el sacerdote de la parroquia de Nuestra Señora de la Encarnación, con sello y sin firma, en el que no aportó prueba alguna en su contra, manifestando que se trataba de "una persona en la que se hermanaban excepcionalmente la perversidad, la osadía, el cinismo y el ansia de figurar, de apoderarse de lo ajeno y de obtener notoriedad", acusándole sin pruebas de incautaciones de fincas. El alcalde accidental, Gonzalo Pérez, sin pruebas, señalaba en su informe que era "despreciable sujeto condenado justamente a muerte", imputándole crímenes de manera genérica. Su familia, que se trasladó a Barcelona tras la muerte, sufrió la persecución durante la dictadura al intentar incautarles bienes, pero no pudieron al no poseer bien alguno, ni propios, ni heredados del fusilado.
Su familia intentó localizar sus restos, ya que no sabían exactamente dónde había sido ejecutado, pero no encontraron certificado de defunción en los registros de Almería. No fue hasta el verano de 2006 cuando Manuela Márquez Sánchez, nieta de Martín Márquez Navarro, solicitó en el Archivo Histórico Provincial de Almería documentos a nombre del desaparecido, y cuál fue la sorpresa cuando hallaron un certificado de defunción a nombre de Martín Vázquez Navarro. Los datos incluidos y el posterior análisis en el expediente de Responsabilidades Políticas, corroboraron que dicho certificado corresponde a Martín Márquez Navarro. Desde entonces, la familia Márquez liderada por Manuela Márquez, lucha por la localización y exhumación de los restos del exalcalde. Entre las actuaciones para promover la búsqueda de los restos, en noviembre de 2009 Manuela Márquez y Ana María Márquez, nietas del desaparecido, acudieron a las Naciones Unidas con sede en Ginebra y fueron recibidos por el Grupo de Desapariciones Forzadas.
El Ayuntamiento de Almería, siendo su alcalde Luis Rogelio Rodríguez-Comendador, autorizó dicha exhumación en abril de 2010, pero a día de hoy el caso sigue parado. 
www.facebook.com/pormartinmarqueznavarro